# Шипулин, Роман Васильевич
Рома́н Васи́льевич Шипу́лин (род. 6 января 1970, Усть-Каменогорск, Восточно-Казахстанская область, Казахская ССР, СССР) — казахстанский хоккеист, игрок сборной Казахстана. Выступал как в защите, так и в нападении.

## Биография
Родился 6 января 1970 года в Усть-Каменогорске. Воспитанник школы местного хоккейного клуба «Торпедо», в котором и начал свою игровую карьеру. В 1992—1994 году клуб выступал в чемпионате Межнациональной хоккейной лиги и являлся основой сборной Казахстана. В составе сборной Роман Шипулин участвовал в двух мировых первенствах: 1993 (группа «С») и 1994 (группа «С1») года. В общей сложности в составе сборной он провёл 13 игр, заработав 15 результативных очков (6 + 9).
Кроме того, в эти годы усть-каменогорское «Торпедо» двумя (и даже тремя) составами участвовало в проводимом с 1992 года независимом чемпионате Казахстана, неизменно его выигрывая основным составом.
В течение сезона 1995/1996 перешёл в кирово-чепецкую «Олимпию», а со следующего сезона — в клуб российской Суперлиги «СКА-Амур» (Хабаровск) (в 1998 году сменившем название на «Амур»). Всего в высших дивизионах МХЛ и России в составе «Торпедо» и «Амура» провёл 241 игру, забил 32 шайбы и сделал 21 результативную передачу.
В 1999—2002 годах выступал в клубах российской высшей лиги — новосибирской «Сибири» (1999—2000), кемеровской «Энергии» (2001—2002 и 2005—2006), усть-каменогорском клубе «Казцинк-Торпедо» (2002—2005), серовском «Металлурге» (2005—2006).
Кроме того, в составе усть-каменогорского клуба принимал участие в чемпионате Казахстана, дважды став чемпионом страны (сезоны 2003/2004 и 2004/2005).

## Достижения
- Чемпион Казахстана 2003/2004[англ.].
- Чемпион Казахстана 2004/2005[англ.].